# Erik Arvid Sparre
Erik Arvid Sparre af Söfdeborg, född 3 januari 1707, död 14 november 1775 i Karlskrona, var en svensk greve och amiral. Han var son till överamiralen Claes Sparre och Sofia Lovisa Soop samt bror till amiralen Carl Hans Sparre, direktören Rutger Axel Sparre och generallöjtnanten Johan Sparre. 

## Biografi
Sparre var i engelsk tjänst på 1720-talet och gjorde resor till Afrika och Amerika. I svensk tjänst blev han kommendör och ledamot av Amiralitetskollegium 1747, schoutbynacht 1749, viceamiral 1753 samt amiral och amiralitetsråd 1755. Han efterträdde sin bror Carl Hans Sparre som president i Amiralitetskollegium 1771. År 1769 erbjöds han och brodern Carl Hans att bli riksråd men båda avböjde.
Sparre var Hedvig Taubes ungdomskärlek innan hon blev Fredrik I:s älskarinna. Han var gift från 1733 med Carl Georg Siöblads dotter Charlotta Eleonora Siöblad (1716–1787) och genom äktenskapet kom han i besittning av Torpa stenhus i Västergötland. I äktenskapet föddes 14 barn, bland annat:
- Beata Sofia Sparre (1735–1821), gift med konteramiral Johan Vilhelm von Gerdten
- Charlotta Regina Sparre (1737–1805), gift med riksrådet och amiralitetsrådet Anton Johan Wrangel af Sauss
- Ebba Ulrika Sparre (1739–1815), gift med överståthållaren och amiralen Carl Vilhelm Modée
- Eva Lovisa (1744–1797), gift med majoren David Ankarloo
- Claes Erik Sparre (1746–1829), överste, gift med Mariana Helena Ehrenkrona, far till landshövdingen Erik Samuel Sparre och justitierådet Carl Georg Sparre
- Fredrika Sparre (1748–1778), gift med generalguvernören Erik Ruuth
- Anna Magdalena (1751–1818), gift med friherren Jakob Cederström
- Erik Sparre (1753–1791), ryttmästare, gift med Regina Ulrika Pijhlgardt och far till Pehr Sparre